# Eoin Morgan
Eoin Joseph Gerard Morgan CBE (* 10. September 1986 in Dublin, Irland) ist ein ehemaliger irisch-stämmiger Cricketspieler, der zunächst zwischen 2006 und 2009 für Irland und zwischen 2009 und 2022 für die englische Nationalmannschaft spielte. Für letztere war er zwischen 2015 und 2022 Kapitän im ODI- und Twenty20-Cricket.

## Kindheit und Ausbildung
Morgan wuchs als Sohn eines irischen Vaters und einer englischen Mutter in Rush auf und spielte dort in seiner Kindheit Hurling. Mit 13 Jahren besuchte er vorübergehend das Dulwich College in London und begann das Cricketspielen. Er durchlief die irischen Jugendteams und wurde bei einem Spiel der U17-Nationalmannschaft von Irland von Middlesex entdeckt. Er war Kapitän Irlands bei der ICC U19-Cricket-Weltmeisterschaft 2006.

## Aktive Karriere

### Anfänge in der irischen Nationalmannschaft
Sein erstes Spiel für die Irische Nationalmannschaft absolvierte er bei der Cricket-Europameisterschaft 2006 gegen Schottland, als ihm 99 Runs gelangen. Sein erstes Century über 115 Runs aus 106 Bällen erzielte er gegen Kanada bei der ICC World Cricket League Division One 2007. Er etablierte sich so in der Mannschaft und wurde somit für den Cricket World Cup 2007 in den West Indies nominiert. Sein erstes First-Class-Century gelang ihm bei einem Tour Match der Tour Südafrikas in England, als er für Middlesex spielte. Im Mai 2009 beim ICC Cricket World Cup Qualifier 2009 spielte er seine letzten Spiele für die irische Mannschaft, wobei ihm gegen Schottland (60 Runs) und Kanada (84* Runs) jeweils ein Half-Century gelangen. Daraufhin wechselte er von Irland nach England, auch um die Möglichkeit zu haben Test Cricket zu spielen.

### Wechsel in die englische Nationalmannschaft
Sein Debüt in der englischen Mannschaft hatte er gegen die West Indies im Mai 2009. Sein erstes Twenty20 spielte er beim ICC World Twenty20 2009 gegen die Niederlande. Sein erstes Fifty konnte er im fünften ODI der Ashes Tour 2009 mit 58 Runs erzielen. Diese Leistung brachte ihm eine Nominierung für die ICC Champions Trophy 2009 ein, bei der er gegen Sri Lanka (62* Runs) und gegen Südafrika (67 Runs) jeweils ein Fifty erreichte. Während der Saison 2009/10 erzielte er zunächst zwei Half-Centuries in Twenty20 in Südafrika (85* Runs) und gegen Pakistan (57* Runs), wofür er jeweils als Spieler des Spiels ausgezeichnet wurde. Bei der abschließenden Tour in Bangladesch konnte er beim zweiten ODI bei der Tour in Bangladesch ein Century über 110* Runs aus 104 Bällen erreichen. Beim ICC World Twenty20 2010 konnte er gegen die West Indies ein Fifty über 55 Runs erzielen, was jedoch auf Grund von einsetzenden Regenfällen nicht zum Sieg reichte.
Die Sommersaison 2010 begann mit seinem ersten Test gegen Bangladesch, bei dem er 44 Runs erzielte. Bei der folgenden ODI-Serie gegen Australien konnte er beim ersten Spiel ein Century über 103* Runs aus 85 Bällen erreichen und wurde als Spieler des Spiels ausgezeichnet. Sein erstes Test-Century konnte er kurz darauf gegen Pakistan erreichen, als ihm 130 Runs aus 260 Bällen gelangen. In der ODI-Serie der Tour konnte er dann ein weiteres Century über 107* Runs aus 101 Bällen erreichen und so den Seriensieg sichern. Kurz vor dem Cricket World Cup 2011 brach er sich den Finger und wurde zunächst nicht im Kader berücksichtigt. Nachdem sich jedoch Kevin Pietersen verletzte wurde er dennoch ins Team berufen. Dort konnte er bei der Vorrunden-Niederlage gegen Bangladesch (63 Runs) und dem Ausscheiden im Viertelfinale gegen Sri Lanka (50 Runs) jeweils ein Half-Century erzielen.

### Rückzug vom Test-Cricket und Aufstieg zum Kapitän

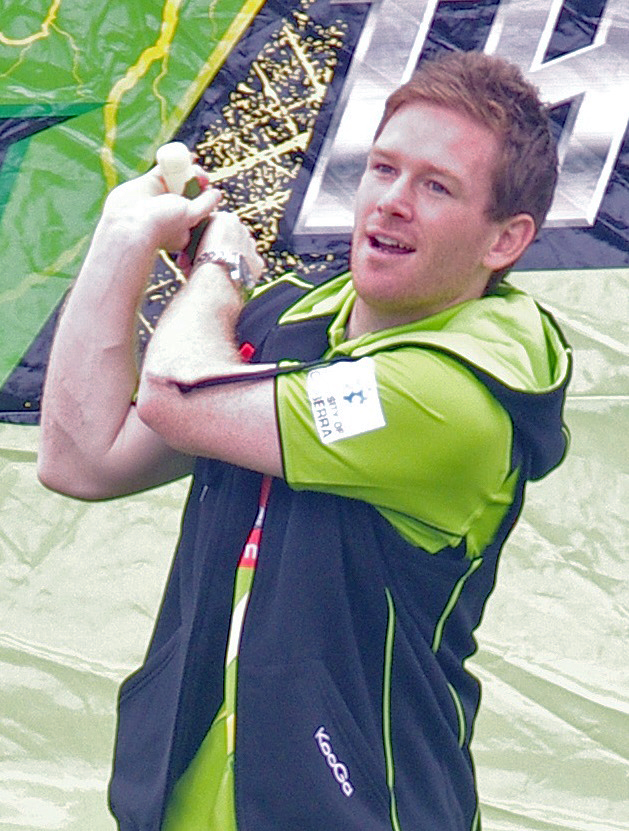
Eoin Morgan im Jahr 2013.

Im Sommer 2011 konnte er in den ODIs zwei Half-Centuries gegen Sri Lanka (52 und 57 Runs) und eines in Irland erreichen. Gegen Sri Lanka gelangen ihm auch zwei Fifties (79 und 71 Runs) in der Test-Serie, bevor er gegen Indien mit 104 Runs aus 199 Bällen sein zweites Test-Century erzielte. Im Februar 2012 bestritt er noch eine Test-Serie gegen Pakistan, wurde danach jedoch aus der Mannschaft genommen und spielte seitdem keinen Test mehr. Daraufhin konzentrierte er sich auf die kürzeren Formate und war Teil des Teams beim ICC World Twenty20 2012, bei dem er gegen die West Indies 71* Runs erreichte.
Bei der ICC Champions Trophy 2013 brach er sich beim Spiel gegen Südafrika den Finger und musste operiert werden. Im September 2013 erzielte er in Irland sein nächsten ODI-Century, als ihm 124* Runs aus 106 Bällen gelangen. Nachdem ihm bei der Ashes Tour 2013/14 ebenfalls im zweiten ODI ein Century über 106 Runs aus 99 Bällen gelang, zeichnete sich immer deutlicher ab, dass er der nächste Kapitän der Nationalmannschaft würde. So berief ihn Middlesex für den Sommer auf diesen Posten im nationalen englischen Cricket. Beim ICC World Twenty20 2014 konnte er gegen Sri Lanka ein Fifty über 57 Runs erreichen. Im Dezember 2014 wurde zunächst Alastair Cook als ODI-Kapitän entlassen und kurz darauf Morgan als sein Nachfolger vorgestellt.

### Als Kapitän in den kurzen Formaten zum World-Cup-Sieg

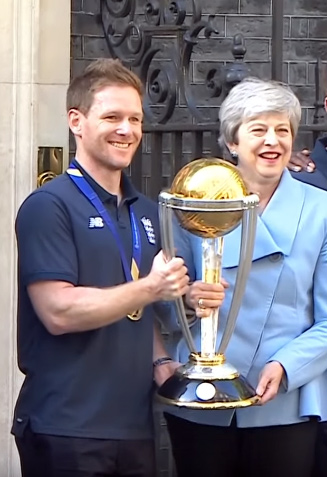
Eoin Morgan und Theresa May mit der World-Cup-Trophäe im Jahr 2019.

Sei erster Einsatz in der Kapitänsrolle folgte bei einem Drei-Nationen-Turnier in Australien, bei dem er gegen den Gastgeber ein Century über 121 Runs aus 136 Bällen erreichte. Es folgte der Cricket World Cup 2015, bei dem er jedoch selbst nicht herausragen konnte und mit dem Team in der Vorrunde ausschied. Der Sommer 2015 begann mit einer Tour gegen Neuseeland, bei der er drei Half-Centuries (50, 88 und 71 Runs) und ein Century über 113 Runs aus 82 Bällen erzielte. Gegen Australien konnte er ebenfalls drei Fifties (85, 62 und 92 Runs) in den ODIs erzielen und ein weiteres in den Twenty20s. Beim ICC World Twenty20 2016 führte er das Team bis ins Finale, unterlag dort jedoch den West Indies.
Sei nächstes ODI-Century konnte er im Januar 2017 in Indien, als ihm 102 Runs aus 81 Bällen gelangen. Ein weiteres über 107 Runs aus 116 Bällen gelang ihm bei der folgenden Tour in den West Indies. Wieder in England konnte er dann ein drittes Century gegen Südafrika erreichen, als ihm 107 Runs aus 93 Bällen im ersten ODI gelangen. Es folgte die ICC Champions Trophy 2017, bei dem er gegen Bangladesch (75* Runs) und Australien (87 Runs) ein Fifty erzielte und mit dem Team gegen Pakistan im Halbfinale ausschied. Die Saison 2017/18 endete mit einer Tour in Neuseeland, bei dem er ein Half-Century über 62 Runs erreichte und einem Drei-Nationen-Turnier im Twenty20-Cricket, bei dem er gegen Neuseeland 80* Runs erreichte. Im Sommer 2018 konnte er zwei Fifties gegen Australien (69 und 67 Runs) und zwei gegen Indien (53 und 88* Runs) erreichen. Nachdem er auch in Sri Lanka zu Beginn der Saison 2018/19 zwei Half-Centuries (92 un 58* Runs) erreichte, konnte er in den West Indies neben zwei Fifties (65 und 70 Runs) ein Century über 103 Runs aus 88 Bällen erreichen.
In der Vorbereitung zur Weltmeisterschaft kamen dann noch mal zwei Half-Centuries (71* und 76 Runs) gegen Pakistan hinzu. Beim Cricket World Cup 2019 erzielte er im ersten Spiel gegen Südafrika ein Fifty über 57 Runs. Im weiteren Verlauf konnte er gegen Afghanistan ein Century über 148 Runs aus 71 Runs erreichen und wurde dafür als Spieler des Spiels ausgezeichnet. Im Halbfinale gegen Australien hatte er mit 45* Runs einen wichtigen Anteil am Finaleinzug, wo er das Team gegen Neuseeland zum Weltmeistertitel führt.

### Rücktritt
In der Saison 2019/20 konnte er in Neuseeland im vierten Twenty20 91 Runs erreichen. In der Serie in Südafrika konnte er zwei Fifties in den Twenty20s erzielen (52 und 57* Runs) und wurde als Spieler der Serie ausgezeichnet. Im Saison 2020 konnte er gegen Irland ein Century über 106 Runs aus 84 Bällen erreichen. Ein Jahr später gelang ihm gegen Sri Lanka ein Fifty über 76* Runs. Der ICC Men’s T20 World Cup 2021 endete mit einer Halbfinal-Niederlage gegen Neuseeland und er konnte insgesamt bei dem Turnier nicht herausstechen. Im Sommer 2022 verletzte er sich bei der Tour in den Niederlanden vor dem dritten ODI, nachdem er in den ersten beiden jeweils keinen Run erzielen konnte. Daraufhin erklärte er am 28. Juni seinen Rücktritt vom internationalen Cricket. Nachdem er daraufhin noch vereinzelt in Twenty20-Ligen gespielt hatte, erklärte er am 13. Februar 2023 seinen endgültigen Rücktritt von allen Formen des Cricket.

### Nach der aktiven Karriere
Morgan arbeitet unter anderem als Cricket-Kommentator für Sky Sports. Auch begann er ein Management-Studium. Zusammen mit Stuart Broad und James Anderson besitzt er ein Rennpferd.

## Auszeichnungen
Im Dezember 2019 wurde er in der New Year’s Honours list als CBE ausgezeichnet.

## Privates
Morgan heiratete im Jahr 2018 eine Lebensgefährtin und hat mit ihr ein Kind.